# MxPx
MxPx  — американський панк-рок гурт з міста Бремертон, штат Вашингтон, заснованим у 1992 році як Magnified Plaid. Гурт має скейт-панк нахили, з поєднанням до поп-панку. Тепер[коли?] до складу гурту входять: Майк Еррера (вокал і бас-гітара), Том Висневський (гітара та бек-вокал), Юрій Рулі (ударні). Дискографія гурту охоплює дев'ять студійних альбомів, чотири мініальбоми, чотири збірки, концертний альбом, VHS стрічки, DVD і 20 синглів. Ряд релізів гурту потрапили у чарт Billboard, в тому числі Billboard 200 та № 1 на  Billboard Christian Albums.

## Історія

### Ранні роки (1992)
MxPx з'явилися в липні 1992 року з назвою Magnified Plaid. Спочатку гурт почав грати музику, натхненну Descendents, Black Flag та іншими панк-рок гуртами. Майк Еррера, Юрій Рулі та Енді Хастед були однокласниками в Центральній середній школі в Сільвердейлі, штат Вашингтон, коли їм було 15 років, вони сформували гурт. Назва було нагородою до оригінального гітаристського захоплення картатими сорочками, але яке не поміщається на плакатах гурту. Отже, назва була скорочена до M.P. Але Юрій Рулі, під час виготовлення плакатів для шоу, додав «x» замість крапок, після чого назва з іксами закріпилась.

### Роки Tooth & Nail (1993–1997)

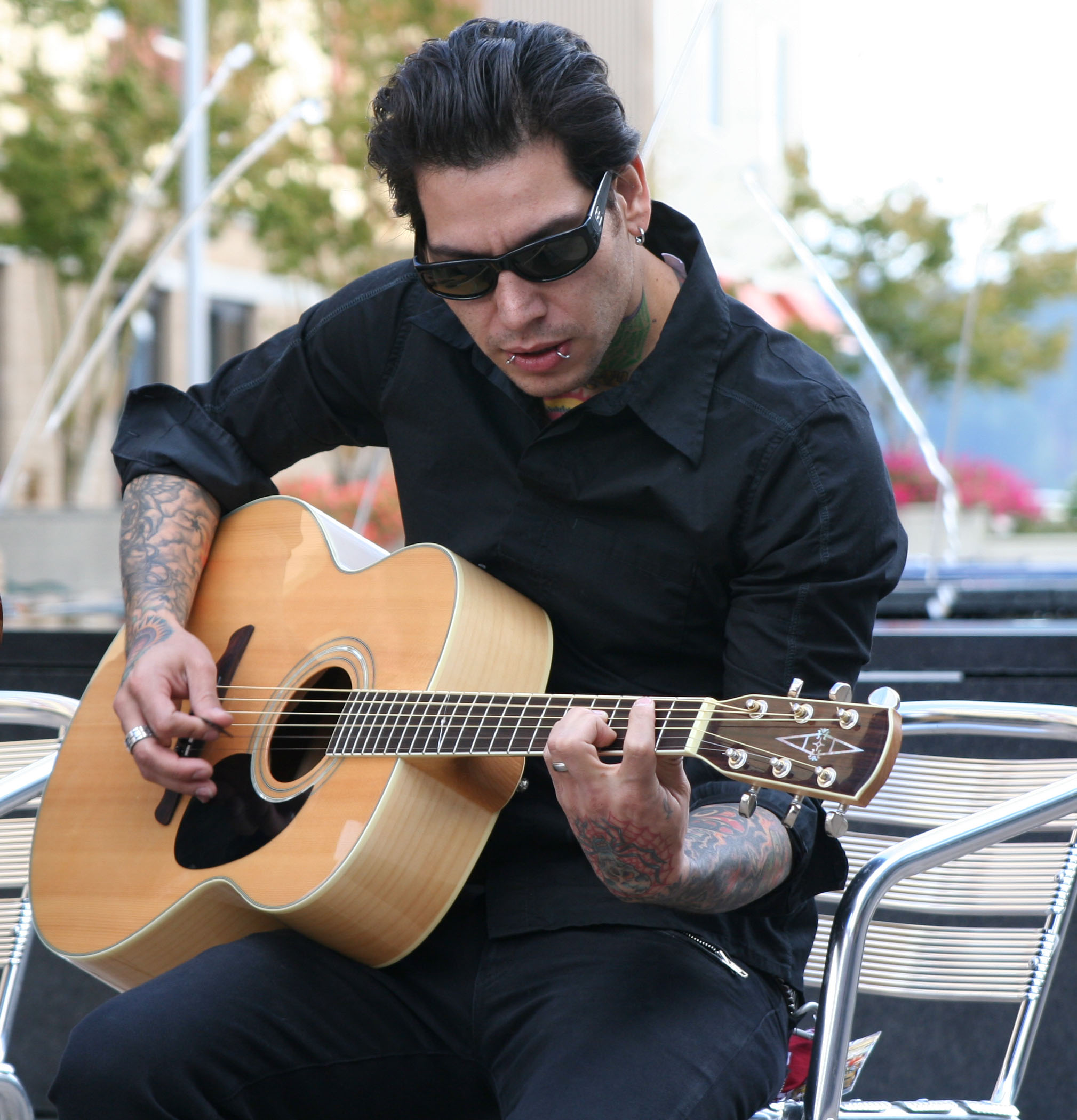
Басист гурту Майк Еррера виконує "Move to Bremerton" у 2006.

MxPx привернули увагу Tooth & Nail Records, коли вони продемонстували свою гру для лейбла в 1993 році в задньому дворі батьків Еррери. Перший великий альбом гурту, Pokinatcha (1994), був виданий в той час, як учасники групи були ще в середній школі. Альбом, хоча класифікований як християнський панк, включав швидкі стилі хардкор-панку, і складався з впливу від скейт/сефр панку до панк-андеграунду. Пісні характеризуються сирим панк-звучанням, яскравий ритмом, і класичним панковим трьохакордним стилем гітари.

### Гурт разом з лейблом A&M (1997—2004)
MxPx підписали контракт з лебйлом A&M Records. Згідно з контрактом відбулося повторне видання альбому «Life in General». Потім MxPx випустили ще два студійні альбоми, що були спільно розподілені компанією Tooth&Nail та A&M: «Slowly Going the Way of the Buffalo» у 1998 році. Він зайняв 99 позицію на «Billboard 200» і був офіційно признаний золотим 27 січня 2000 року Американською асоціацією компаній звукозапису. «At the Show» — концертний альбом, записаний MxPx, виданий в 1999 році. На час запису, гурт гастролював на підтримку альбому «Slowly Going the Way of the Buffalo», збірка «Let It Happen» також вийшла у 1998 році.
За ним, 2000 року, вийшов «The Ever Passing Moment». MxPx отримав визнання критиків для цього альбому і взяли учать в турне разом з The Offspring і Cypress Hill. «Responsibility» виявилася незначним радіо-хітом, досягнувши 24 позиції на «Billboard Modern Rock chart». Відео, яке було кероване «The Malloys», показує гурт, яка нищить все і викликає хаос під час гри на полі для гольфу, а також включає появу зірки серіалу «Cheers» Джорджа Вендта. Пісня була представлена у повнометражному мультфільмі «А скоро осінь?», який закінчує 4 сезон мультсеріалу «Дарія». Після альбому «The Ever Passing Moment» гурт виконав свої договірні зобов'язання з Tooth&Nail і вирішив розірвати контракт.
Версія гурту пісні «Scooby Doo, Where Are You?» є саундтреком до фільму «Скубі-Ду» 2002 року. Студійний альбом «Before Everything&After» був виданий лебйлом A&M у 2003 році. Альбом досяг найбільшої позиції для групи у Billboard 200, зайнявши 51 місце.
Гурт запропонував пісню «The Empire» для The Passion of the Christ: Songs, яка здобула нагороду «Dove Award 2005» за спеціальний альбом року.

### Гурт разом з лейблом SideOneDummy (2005—2006)

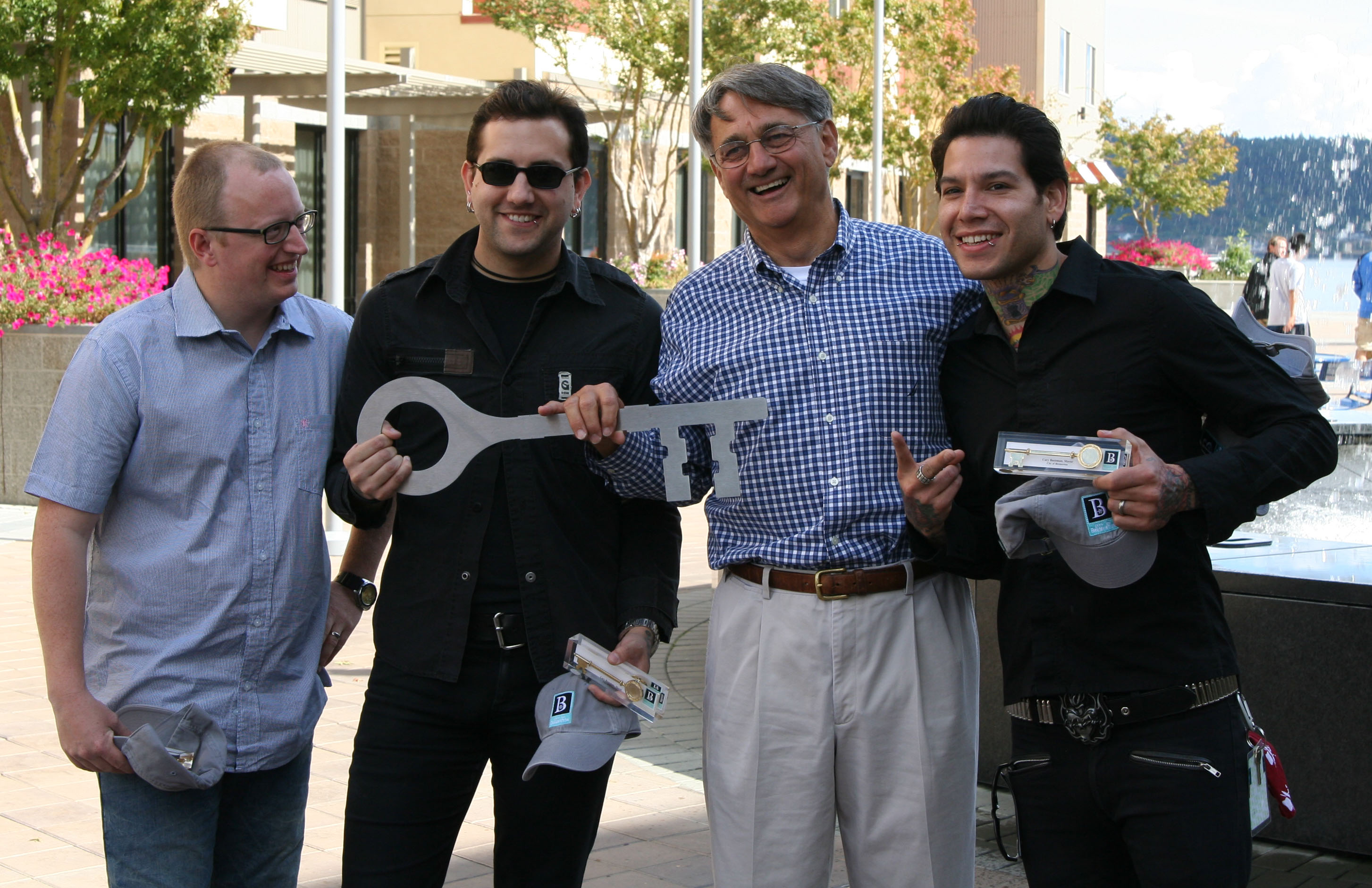
Зліва направо: Юрій Рулі, Том Висневський, мер Кері Боузман, Майк Еррера (гурт отримує символічні ключі від міста Бремертон у 2006)

У 2005 році MxPx був випущений сьомий повноцінний альбом «Panic» лебйлом A&M разом з SideOneDummy Records. Це був проривний альбом, коли сингл «Heard That Sound» виявився незначним радіо-хітом. Також пісня виконувалась вокалістом та басистом гуртів Blink-182/+44 Марком Гоппусом у «Wrecking Hotel Rooms». Гурт полишив поп-панк звучання з попереднього альбому гурту та повертається до скейт-панк/панк-рок коренів гурту.
У вересні 2006 року MxPx і місто Бремертон розпочали маркетингові зусилля, що обертаються навколо пісні групи «Move to Bremerton». Гурт отримав ключі до міста від міського голови Кері Боузмана, за визначні внески гурту для міста.
MxPx провів більшість турів у 2005 та 2006 роках на підтримку 7-го альбому гурту «Panic». 21 листопада 2006 р. «Tooth&Nail Records» перевидали «Let It Happen», більш раннє рідкісне видання, у «Deluxe Edition», який включає бонусне DVD із 12 музичними кліпами, новими творами мистецтва та двома новими піснями. «Let's Rock», другий особливий альбом MxPx, був випущений на One Dummy Records 24 жовтня 2006 року. Альбом складається з багатьох попередньо не випущених пісень, перезаписаних b-сторін та акустичних демо.

### Гурт разом з лейблами Tooth & Nail and Rock City (2007–дотепер)
MxPx видав студійний альбом Secret Weapon у 2007, це перший реліз гурту на їх першому лейблі Tooth & Nail з часу видання Life in General у 1996. Альбом дебютуав на No. 76 у чарті Billboard 200; та на No. 1 у Billboard's Christian chart. Стиль музики альбому повернувся до початкового.
У 2009, було видано міні-альбом з шести пісень Left Coast Punk EP, що став першим релізом виданим Rock City Recording Company, власним лейблом гурту. Також у 2009, гурт видав різдвяний альбом, під назвою Punk Rawk Christmas. Наприкінці 2009, Майк Еррера зібрав разом фронтмена The Ataris, Кріса Роу та ударника з The Summer Obsession, Кріса Вілсона (раніше грав у Good Charlotte) для MxPx All Stars tour у Японії та Південно-Східній Азії.
Гурт видав документальний фільм Both Ends Burning 1 грудня 2011. У додатку фільму, Майк, Том та Юрій працюють над їх дев'ятим студійним альбомом. 19 грудня 2011, гурт анонсує, що альбом буде називатись Plans Within Plans. Він був виданий 3 квітня 2012. У 2012, ударник Юрій Рулі оголосив, що небуде більше брати участь в концертних турах гурту, але зазначив, що гурт нерозпався і продовжуватиме писати нову музику разом.
На честь 20-річчя їх альбому, гурт видав перезаписану версію Life in General безкоштовно, проте лише 18 вересня 2016 року. У 2016, до гурту приєднався, Кріс Адкінс як другий гітарист та учасник для турне.

## Стиль музики
Стиль музики гурту переважно належить до жанрів скейт-панк та панк-рок. Початково як панк-рок гурт, та зі зростанням популярності поп-панку наприкінці 90-х та початку 2000-х гурт перейшов на поп-панк звучання. Альбоми як The Ever Passing Moment та Before Everything and After вважаються приналежними до поп-панку. У альбомі 2005 року Panic музика гурту знову повернулась до початкового стилю.
Багато ранніх релізів гурту торкались християнської тематики та класифікували гурт як представників християнського панку. Однак, у 2012 гурт старався дистанціюватись від цього. Так у 2015, вокаліст MxPx Майк Еррера сказав, що він більше не християнин. На питання по цій темі він заявив: 
|  | «…Є мільйони різних закутків та щілин ми можемо піти вниз якщо ми будемо вірити чомусь, чи не вірити. Це одна з тих речей 'гаразд я невір'ю в це, це, це грішно.' Окрім того, я вірю в бога? Я невпевнений. Чи вірю я саме в цю релігію? Ні, невір'ю» Оригінальний текст (англ.) «…There's a million different little nooks and crannies we can go down as to why to believe something, why not to believe. It's just one of those things was 'alright I don't believe this, this, this is sinning.' Beyond that, do I believe in god? I'm not sure. Do I believe in this exact religion? No I don't.» |

## Концерти в Україні
- 22 квітня 2012 року гурт виступив у клубі «Xlib Club» в Києві в рамках світового турне в підтримку нового альбому «Plans Within Plans»[18]

## Склад гурту
Поточні учасники
- Майк Еррера – ведучий вокал, бас-гітара, акустична гітара (1992–дотепер)
- Том Висневський – гітара, бек-вокал (1995–дотепер)
- Юрій Рулі – удані, перкусія (1992–дотепер)

Колишні учасники
- Енді Хастед – гітара (1992–1995, покинув гурт заради навчання в коледжі)

Схема

## Дискографія
- Pokinatcha (1994)
- Teenage Politics (1995)
- Life in General (1996)
- Slowly Going the Way of the Buffalo (1998)
- The Ever Passing Moment (2000)
- Before Everything & After (2003)
- Panic (2005)
- Secret Weapon (2007)
- On the Cover II (2009)
- Punk Rawk Christmas (2009)
- Plans Within Plans (2012)
- MxPx (2018)
- Life in Quarantine (2020)